# Song 4 anniversary
song 4 anniversary（ソングフォーアニバーサリー）は、ミュージックバードで、2008年4月1日から2009年9月28日まで放送されていた番組。放送時間は、毎週火曜日の20:00-20:55（JST）。また、一部のコミュニティ放送局でもネットされていた。

## 概要
メロン記念日をパーソナリティとして、音楽やトークを繰り広げる。

## 放送時間
- 火曜　21:00～22:00（2008年4月～2009年3月）
- 火曜　20:00～20:55（2009年4月～2009年9月）

## タイムテーブル
（2008年4月）
- 21:00-21:07 オープニング
- 21:07-21:15 「推理!メロンに聞きました」
- 21:15-21:50 リスナーメッセージ・音楽
- 21:50-22:00 エンディング

## コーナー
- 推理!メロンに聞きました

あらゆる疑問を、勝手に推理する。